# ギラギラ爺サマー
ギラギラ爺サマー（ぎらぎらじいさまー）は、2010年8月に大都技研が製造・販売した5号機のパチスロ機。保通協における型式名は「ギラギラジイサマー4」。

## 概要
2008年7月に発売された『爺サマー』の後継機で、『吉宗』の爺が主人公のART機である。
ボーナス構成はビッグボーナス（青7揃い、264枚を超える払い出しで終了（純増約200枚））と乗ってけタイム（BAR揃い、純増約30枚）の2種類。ビッグボーナスは成立確率が非常に低いため、通常は乗ってけタイムとチャレンジタイム（CT）の「ギラちゃんす」を契機に、ART「ギラギラッシュ」との連鎖で出玉を増やすのが一般的なゲーム性となる。
ART突入契機は様々だが、主だったものとしては以下のものがある。
- ビッグボーナス入賞
- 乗ってけタイム中に以下の挙動が起きる
  - パイン（3択ベル）の押し順[1]を正解した上で、終了後のルーレット抽選に当選する
  - 逆押しナビ発生時に青7が揃う
  - パインが5回成立する前に12ゲームが経過する

- ギラちゃんす中にムームー神が出現する
- 通常時にフリーズが発生する[2]

ART「ギラギラッシュ」中はパインの押し順ナビが発生し、液晶画面のナビに従うことでパインを全て11枚の払い出しで獲得できる（不正解時は3枚）。
ARTは基本的にゲーム数管理型となっており、ART中は通常時の「乗ってけタイム」が「SUPER乗ってけタイム」に、「ギラちゃんす」が「SUPERギラギラッシュ」にそれぞれ変化し、共にARTゲーム数を上乗せするチャンスとなる。また規定ゲーム数消化後は、次回ボーナスもしくはCT成立まで継続するART「チャレンジラッシュ」に入るが、ここでも一定の条件をみたすことでボーナス・CT終了後に再び「ギラギラッシュ」に突入する。
なおARTはシングルボーナス（SIN）入賞またはパインの押し順ミスでも終了するが（ATに降格）、SIN成立時はくノ一が登場し「!!」の表示が出るので、その場合はいずれかのリールにBARを狙うことでSIN入賞を回避できる。
ART中に一定の条件を満たすとオリジナル曲『メガ!ギガ!サマー!』（影山ヒロノブ）が流れるなど、プレミアム要素のある演出も多い。